# بيبي سميث
بيبي سميث هو موسيقي ومؤلف وكاتب أغاني فلبيني، ولد في 25 ديسمبر 1947 في قاعدة كلارك الجوية في الفلبين، وتوفي في 28 يناير 2019 في مانيلا في الفلبين بسبب الأمراض الدماغية الوعائية.

## وصلات خارجية
- بيبي سميث على موقع IMDb (الإنجليزية)
- بيبي سميث على موقع ميوزك برينز (الإنجليزية)
- بيبي سميث على موقع ديسكوغز (الإنجليزية)
- بيبي سميث على موقع قاعدة بيانات الفيلم (الإنجليزية)